# Hiremulakur, Sampgaon
Hiremulakur là một làng thuộc tehsil Sampgaon, huyện Belgaum, bang Karnataka, Ấn Độ.